# Fairey Flycatcher

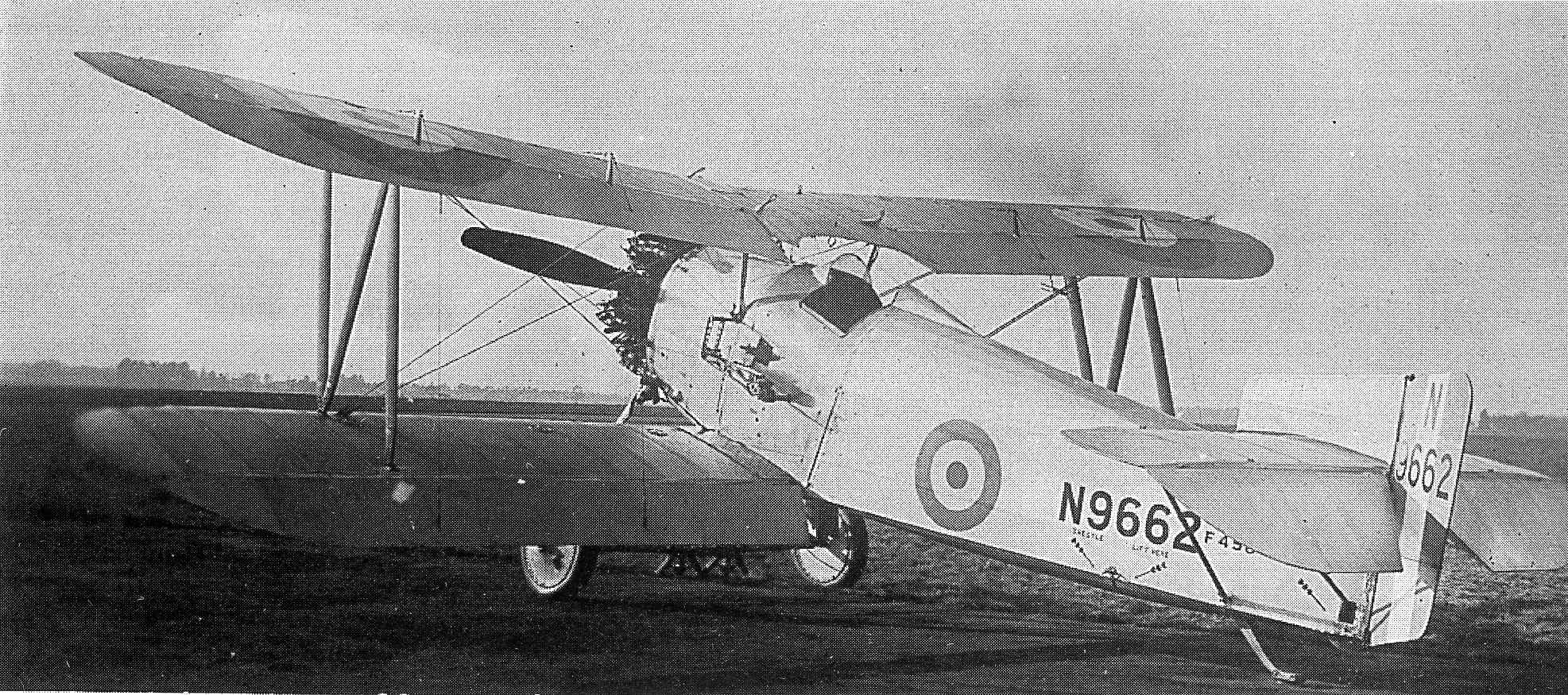
Een Flycatcher in 1927

De Fairey Flycatcher was een eenpersoons jachtvliegtuig gebruikt door de Fleet Air Arm van de Britse marine, voor operaties vanaf vliegdekschepen. Het was een van de eerste vliegtuigen die specifiek voor deze operaties was ontworpen. De tweedekker was in dienst van 1923 tot 1934.

## Historiek
Het toestel werd ontworpen in antwoord op Air Ministry Specification N6/22 uit 1922 voor een nieuw jachtvliegtuig dat kon opereren vanop de vliegdekschepen van de Royal Navy of als watervliegtuig, met vlotters in de plaats van wielen.
Naast Fairey diende Parnall een ontwerp in, de Parnall Plover. Het ministerie van luchtvaart besloot beide types te bestellen. Er werden drie prototypes en 15 exemplaren van de Plover besteld, die in 1923 werden geleverd. Fairey bouwde ook drie prototypes, gevolgd door negen ontwikkelingsmachines. De Flycatcher bleek het betere toestel en er werden geen bijkomende exemplaren van de Plover besteld. In juli 1923 werd een eerste order voor 26 serie-exemplaren van de Flycatcher geplaatst en in totaal zijn er tot 1930 195 Flycatchers besteld, prototypes inbegrepen.
Het eerste prototype vloog voor het eerst op 28 november 1922. Het werd aangedreven door een Armstrong Siddeley Jaguar II stermotor van 350 pk met veertien cilinders in twee rijen. Die werd later vervangen door de krachtigere Jaguar IV-motor van 400 pk. Het toestel voerde met succes vliegdeklandingen uit aan boord van HMS Argus in maart 1923. Het tweede prototype werd uitgerust met houten vlotters en vloog op 5 mei 1923. Het derde prototype vloog in juni 1923; het was een amfibievliegtuig met wielen aan de onderkant van de vlotters zodat het zowel op land als op water kon landen.
De Flycatcher werd grotendeels gebouwd in de fabriek van Fairey in Hayes (Hillingdon) en geassembleerd in Northolt waar ook de testvluchten plaatsvonden.
De Flycatcher was de standaard (en enige) eenpersoonsjager van de Britse Fleet Air Arm tussen 1923 en 1932. De bewapening bestond uit twee Vickers 0.303-inch (7,7 mm) machinegeweren, een aan elke kant van de romp, synchroon vurend doorheen de propeller. Het toestel kon vier bommen van 20 pond (9,1 kg) meenemen onder de vleugel. Flycatchers gingen aan boord van de vliegdekschepen HMS Eagle (vanaf 1924), Argus (1925-1930), Furious (1925-1933), Glorious (1930-1932), Hermes (1924-1933) en Courageous (1928-1933). Flycatchers werden ingezet tegen Chinese piraten in de kustwateren rond Hongkong in de jaren 1920. Het toestel werd vervangen door de Hawker Nimrod en de Hawker Osprey.

## Flycatcher II
In 1926 bouwde Fairey een prototype van de Flycatcher II naar een nieuwe specificatie voor een snelle eenpersoons jager voor de Navy ter vervanging van de Flycatcher. De Flycatcher II was een nieuw ontwerp dat grondig verschilde van de originele Flycatcher. De Flycatcher II vloog op 4 oktober 1927 en werd in 1928 en 1929 geëvalueerd door de militairen. Uiteindelijk zag de Navy af van haar voornemen en behield de oorspronkelijke Flycatcher in dienst. Geen van de ontwerpen die door een achttal vliegtuigbouwers waren ingediend werd besteld en van de Flycatcher II werden geen andere exemplaren gebouwd. Het prototype werd afgeschreven in mei 1929 na een crash bij het opstijgen in Gosport.